# 鞠子宿

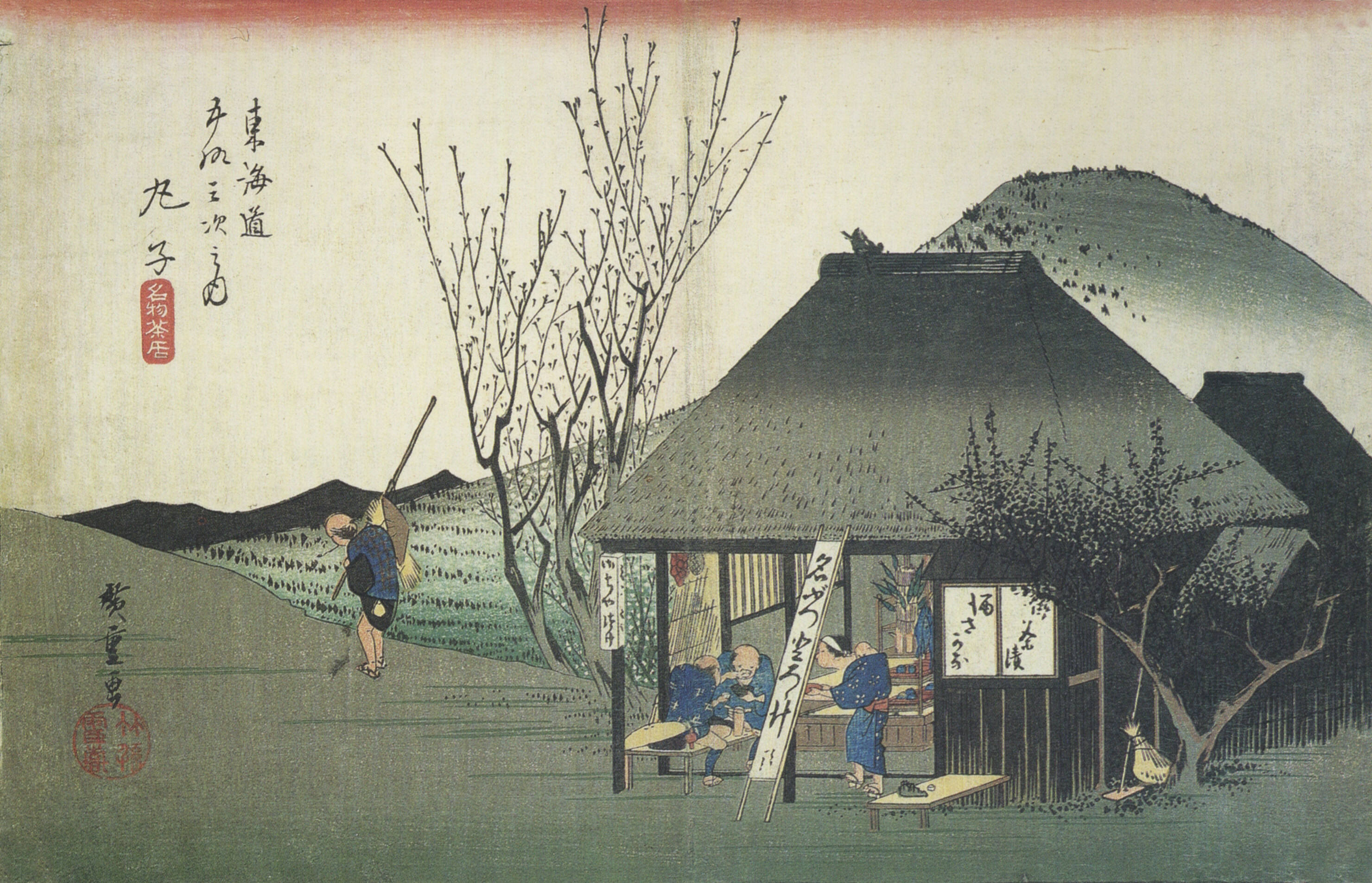
歌川広重「東海道五十三次・鞠子」（初版では「丸子」と表記）

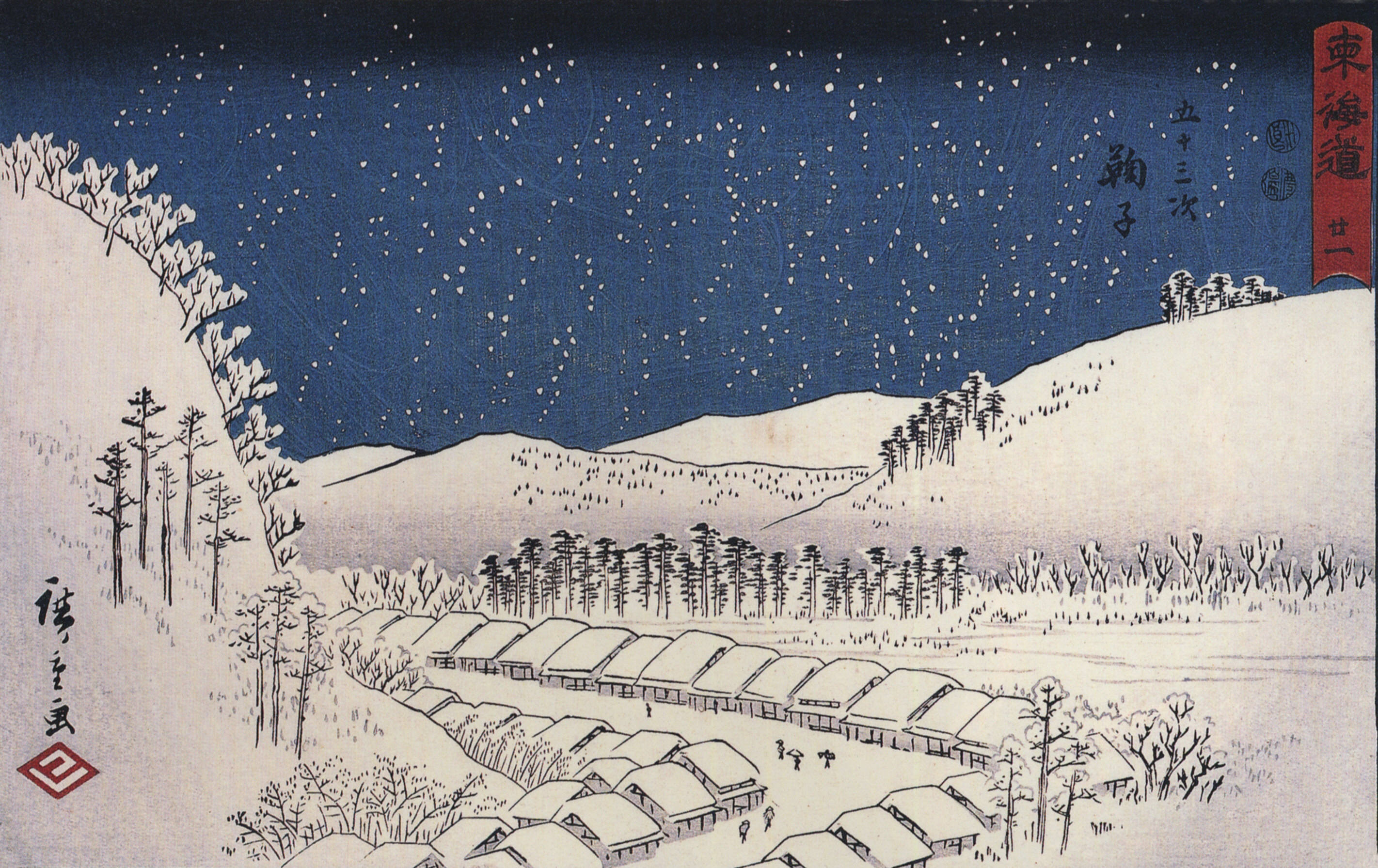
歌川広重「隷書東海道・鞠子」

鞠子宿（まりこしゅく、まりこじゅく）は、東海道五十三次の20番目の宿場である。丸子宿とも書く。現在の静岡県静岡市駿河区丸子で、最寄り駅は東海道線安倍川駅。

## 概要
慶長6年（1601年）、東海道伝馬制の制定により宿場町となり、東海道中でもっとも小さい宿場であった。天保14年（1843年）の記録によると、家の数は211軒、旅籠は24軒であったという。
名物はとろろ汁である。松尾芭蕉は「梅若葉丸子の宿のとろろ汁」（『猿蓑』）という句を詠んでいる。十返舎一九は『東海道中膝栗毛』の丸子のシーンでとろろ汁を作中に取り入れている。
となりの岡部宿（藤枝市）との間の宇津ノ谷（静岡市駿河区）には昔の街並が、付近には源氏・今川氏・徳川氏ゆかりの史跡が残る。安倍川の丸子橋近くには高札場の跡があり、宿場町に現存する高札のレプリカが立っている。
歌川広重の鞠子宿の浮世絵は、クロード・モネの連作「積みわら」に構図やグラデーションの使い方などの影響を与えた。

## 丁子屋

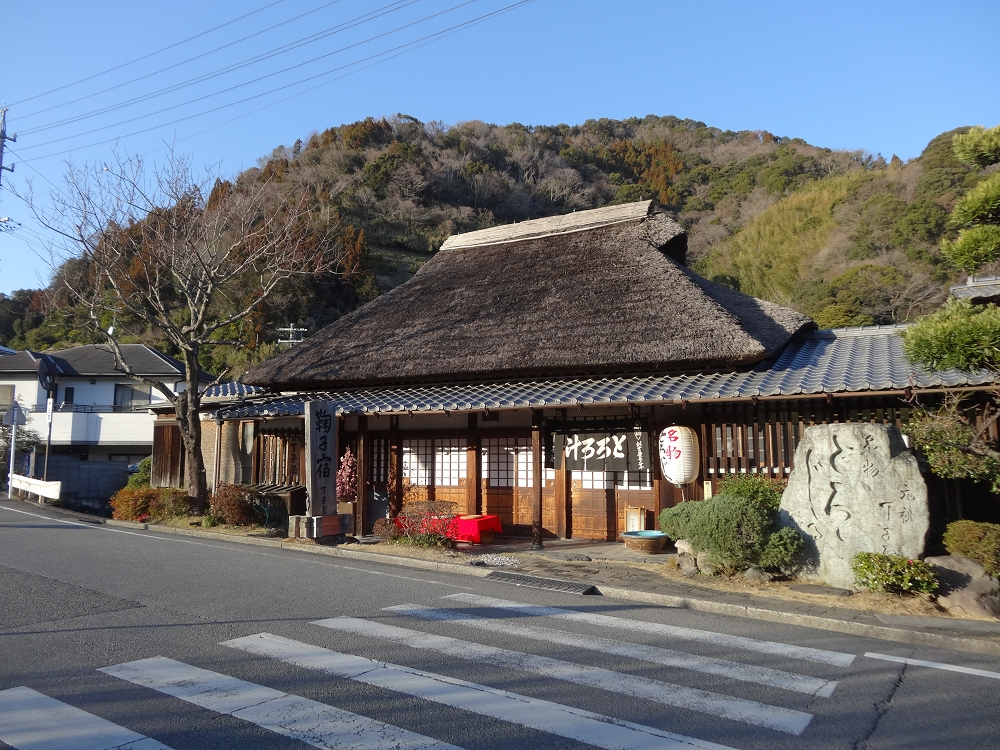
丁子屋

丁子屋（ちょうじや）は、鞠子宿の名物とろろ汁を提供する店の一つ。所在地は静岡市駿河区丸子七丁目10-10。
創業は戦国時代末期の1596年（慶長元年）であり、創業以来427年間に亘って場所を変えずに営業し続けている。現在は飲食のみを提供しているが、当初はお茶屋であったと云われ、また、宿泊施設としても営業していた。丁字とは、当時貴重品であった香辛料のクローブのことである。
本陣跡から西へ3分ほど歩いたところにあり、名物・とろろ汁のほか、御膳料理を食することができる。
歌川広重が描いた名物茶屋は、丁子屋と紹介されがちだが、当時とろろ汁を提供する茶店は複数店存在し、広重が描いた建物が丁子屋であるという明確な証拠は無く、浮世絵の解説でも、単に「名物茶屋」とだけ紹介されている。
丁子屋の茅葺き建物は、1970年（昭和45年）、法人化とともに12代目当主であり代表者となった柴山信夫が、五十三次に似せた店構えにするため、古民家を移築したものである。これは当時、丸子地区周辺がごく普遍的な農村地帯になりかわっていたこともあり、柴山が丁子屋がかつて松尾芭蕉や歌川広重らの訪問を受けていた事実を知ったことからこの伝統を呼び起こすべく丁子屋の建物を、五十三次に描かれた茅葺き建物と同様にすると言うアイディアから生まれたものであった。ほかにもかつての五十三次の宿駅の一つであった丸子地区の町おこしのために奔走を続け、柴山は20年間に計4,000万円を費やして『東海道五十三次』の版画すべてを収集し、丸子地区のイメージを高めた功績を残した。なお、柴山が収集した版画『東海道五十三次』は現在も丁子屋にて所蔵されている。
なお、鞠子のとろろ汁店としては丁子屋が有名だが、他にもとろろ汁店は数店ある。

## 日本遺産
2020年（令和2年）6月19日、「丁子屋」と「とろろ汁」が文化庁の文化財保護制度「日本遺産」のストーリー『日本初「旅ブーム」を起こした弥次さん喜多さん、駿州の旅～滑稽本と浮世絵が描く東海道旅のガイドブック（道中記）～』の構成文化財の1つに認定された。

## 隣の宿場
- 府中宿 - 鞠子宿 - 岡部宿